# トランシリアンP線
P線（ペーせん、フランス語: Ligne P）は、フランス国鉄（SNCF）によって運営されているフランスの首都パリとその大都市圏（イル＝ド＝フランス地域圏）で運行されているトランシリアンの路線である。パリ市内南部のパリ東駅から、パリ近郊東部のラ・フェルテ＝ミロン駅、シャトー＝ティエリ駅、クロミエ駅、プロヴァン駅までを東西に結ぶ。1849年に開業。

## 概要
パリのパリ東駅からラ・フェルテ＝ミロン、シャトー＝ティエリ、クロミエ、プロヴァンを結ぶ。
路線のほぼ全域がイル＝ド＝フランス地域圏にあるため、イル＝ド＝フランス・モビリテ（IdFM）の管轄下にあるが、ラ・フェルテ＝ミロン方面のマレイユ＝シュル＝ウルク駅以遠の地域と、シャトー＝ティエリ方面のノジャン＝ラルトー＝シャルリー駅以遠の地域はオー＝ド＝フランス地域圏にあり、管轄外となっている。

P線の路線図